# Rosa favorita del món
El títol de rosa favorita del món (World's Favorite Rose) és escollit per vot popular entre les societats estatals que formen part de la Federació Mundial de Societats de la Rosa i s'anuncia als Congressos Mundials de la Rosa i que tenen lloc cada 3 anys. Aquesta distinció ha estat atorgada als següents cultivars:
| Any del premi | Nom del cultivar                                          | Hibridador   | Any d'introducció | Tipus de rosa    | Notes | Imatge |  |
| ------------- | --------------------------------------------------------- | ------------ | ----------------- | ---------------- | --- | ------ |  |
| 1976          | 'Peace' sinònims: 'Mme A. Meilland', 'Gioia' 'Gloria Dei' | Meilland     | 1939              | Híbrid de te     | La Rosa Francesa més bella 1942 Medalla d'Or a Portland 1944 AARS 1946 Medalla d'or de la RNRS 1947 Medalla d'Or a l'Haïa 1965        |        |  |
| 1979          | 'Queen Elizabeth'                                         | Lammerts     | 1954              | Grandiflora      | Medalla d'Or a Portland 1954 AARS 1955 Medalla d'Or de la RNRS 1955 Trofeu Internacional del President 1955 Medalla d'Or a l'Haïa1957 |        |  |
| 1981          | 'Fragrant Cloud' sinònims: 'Duftwolke' 'Nuage Parfumé'    | Tantau       | 1963              | Híbrid de te     | ADR 1964 Premi Gamble a la Fragància 1969 i 1970 Medalla d'Or a Portland 1966 i 1967 Medalla d'Or de la RNRS 1963                     |        |  |
| 1983          | 'Iceberg' sinònims: 'Fée des Neiges' 'Schneewittchen'     | Kordes       | 1958              | Floribunda       | Medalla d'Or a Baden-Baden 1958 Medalla d'Or de la RNRS 1958 ADR 1960 (retractada)                                                    |        |  |
| 1985          | 'Double Delight'                                          | Swim & Ellis | 1977              | Híbrid de te     | Medalla d'Or a Baden-Baden 1976 Medalla d'Or a Rome 1976 All-America Rose Selection 1977                                              |        |  |
| 1988          | 'Papa Meilland'                                           | Meilland     | 1963              | Híbrid de te     | Medalla d'Or a Baden-Baden 1962 Premi Gamble a la Fragància 1974                                                                      |        |  |
| 1991          | 'Pascali'                                                 | Lens         | 1963              | Híbrid de te     | Medalla d'Or a l'Haïa 1963 AARS 1969                                                                                                  |        |  |
| 1994          | 'Just Joey'                                               | Cant         | 1972              | Híbrid de te     | Cants of Colchester |        |  |
| 1997          | 'New Dawn'                                                | Dreer        | 1930              | Híbrid Wichurana | Somerset Rose Nursery |        |  |
| 2000          | 'Ingrid Bergman' sinònim: 'POUlman'                       | Poulsen      | 1984              | Híbrid de te     | Medalla d'Or a Madrid 1986 Rosa Daurada a l'Haïa 1987 AGM 1993                                                                        |        |  |
| 2003          | 'Bonica 82'                                               | Meilland     | 1981              | Floribunda       | ADR 1982 (retractada) AARS 1986 AGM 1993                                                                                              |        |  |
| 2006          | 'Pierre de Ronsard' sinònims: 'Eden' 'Meiviolin'          | Meilland     | 1985              | Enfiladís        | Romantica Collection |        |  |
| 2006          | 'Elina'                                                   | Dickson      | 1984              | Híbrid de te     | ADR 1987 Estrella daurada del Pacífic del Sud 1987 AGM 1993                                                                           |        |  |
| 2009          | 'Graham Thomas'                                           | Austin       | 1983              | Rosa anglesa     | |        |  |
| 2012          | 'Sally Holmes'                                            | Holmes       | 1976              | Híbrid de mesc   | Medalla d'Or a Monza 1979 Medalla d'Or a Baden-Baden 1980 Medalla d'Or a Portland 1993                                                |        |  |
| 2015          | 'Cocktail'                                                | Meilland     | 1957              | Enfiladís        | |        |  |
| 2018          | 'Knock Out'                                               | Radler       | 2001              | Arbustiva        | |        |  |